# Vithuvad skratthärfågel
Vithuvad skratthärfågel (Phoeniculus bollei) är en fågel i familjen skratthärfåglar inom ordningen praktfåglar.

## Utseende och läte
Vithuvad skratthärfågel är en udda, stor och långstjärtad fågel med lång och tunn, röd, nerböjd näbb och röda ben. Utseendet varierar något geografiskt, men ansiktet är alltid vitt, dock ej hos ungfåglar. Det arttypiska lätet är en snabb och torr skallrande serie som avses i kör från flocken.

## Utbredning och systematik
Vithuvad skratthärfågel delas in i tre underarter:
- Phoeniculus bollei jacksoni – förekommer från fuktiga skogar i östra Demokratiska republiken Kongo till Sudan och Kenya
- Phoeniculus bollei bollei – förekommer från Liberia till Centralafrikanska republiken
- Phoeniculus bollei okuensis – förekommer i Kamerun (området vid sjön Oku)

## Levnadssätt
Vithuvad skratthärfågel hittas i fuktiga skogar. Där ses den alltid i grupper, vanligen med mellan fem och tio individer. 

## Status och hot
Arten har ett stort utbredningsområde och en stor population, men tros minska i antal till följd av habitatförstörelse, dock inte tillräckligt kraftigt för att den ska betraktas som hotad. Internationella naturvårdsunionen IUCN kategoriserar därför arten som livskraftig (LC). Världspopulationen har inte uppskattats men den beskrivs som lokalt vanlig till ovanlig.

## Namn
Fågelns vetenskapliga artnamn hedrar Carl August Bolle (1821-1909), tysk naturforskare och samlare.